# Amfilochius z Ikonia
Amfilochius z Ikonia (řec. Ἀµφιλόχιος Ἰκονίου) byl jeden z největších teologů 4. století a je přičítán ke skupině tzv. Kappadockých otců. Byl rovněž významným církevním spisovatelem a kazatelem. Jeho svátek připadá na den 23. listopadu.

## Život a pastorační činnost
Amfilochius se narodil ve městě Caesarea v Kappadokii bohatým rodičům kolem roku 342 a obdržel vynikající vzdělání. Stal se právníkem a byl příbuzný s Řehořem Bohoslovcem. Těsné duchovní vazby měl také k Basilu Velikému a byl zároveň učedníkem obou otců.
V Konstantinopoli se stal učitelem rétoriky a později se uchýlil do ústraní, kde žil jako strohý asketický poustevník. Avšak ze své samoty byl vytržen a povolán být hierarchou a stal se prvním metropolitou nové provincie Lycaonia a ve své pastorační činnosti se cele opíral o rady a pomoc Basila Velikého.
Biskupem v Ikonii (turecké město Konya) byl Amfilochius jmenován roku 374 a ve své funkci prokázal velké nadání pro pastorační a kazatelskou činnost. Zvláštní důraz kladl na dogmatickou přesnost nicejského vyznání víry, které bylo zakotveno na prvním nikájském sněmu roku 325 a k jeho dalšímu rozvití a doplnění přispěl svojí aktivní účastí na druhém ekumenickém sněmu v Konstantinopoli roku 381.
Amfilochius se také zúčastnil roku 394 sněmu v Sida v Pamfylii a významně obhájil nicejskou víru proti vlně herezí jako bylo ariánství, makedonismus (též pneumatomachi) nebo hereze Eunomia a mnohé další četné hereze své doby. Řehoř Bohoslovec Amfilochia označil jako bezúhonného hlasatele pravdy.
Svatý Amfilochius zesnul někdy mezi roky 394-403 a hned po své smrti začal být křesťany uctíván. Části světcových relikvií se nachází v monastýru svatého Pantelejmona na hoře Athos, v monastýru Kykkos na Kypru a v muzeu Benaki v Athénách.

## Církevní spisy
Amfilochius byl rovněž vlivným církevním spisovatelem, který často předkládal originální koncepce výkladu Písma. Jeho dílo Proti heretikům na téma „Otče, je-li to možné, ať mě tento kalich mine“ lze považovat za jeden z jeho nejsilnějších teologických postojů. V tomto díle svatý Amfilochius, věrný trinitologii a christologii pravoslavné církve, je dále posiluje svým výkladem Kristovy agonie v Getsemanské zahradě před jeho umučením. Dochovalo se jen osm jeho homilií včetně nejstarší homilie k svátku Obětování Páně.